# Pillnitzer Deklaration

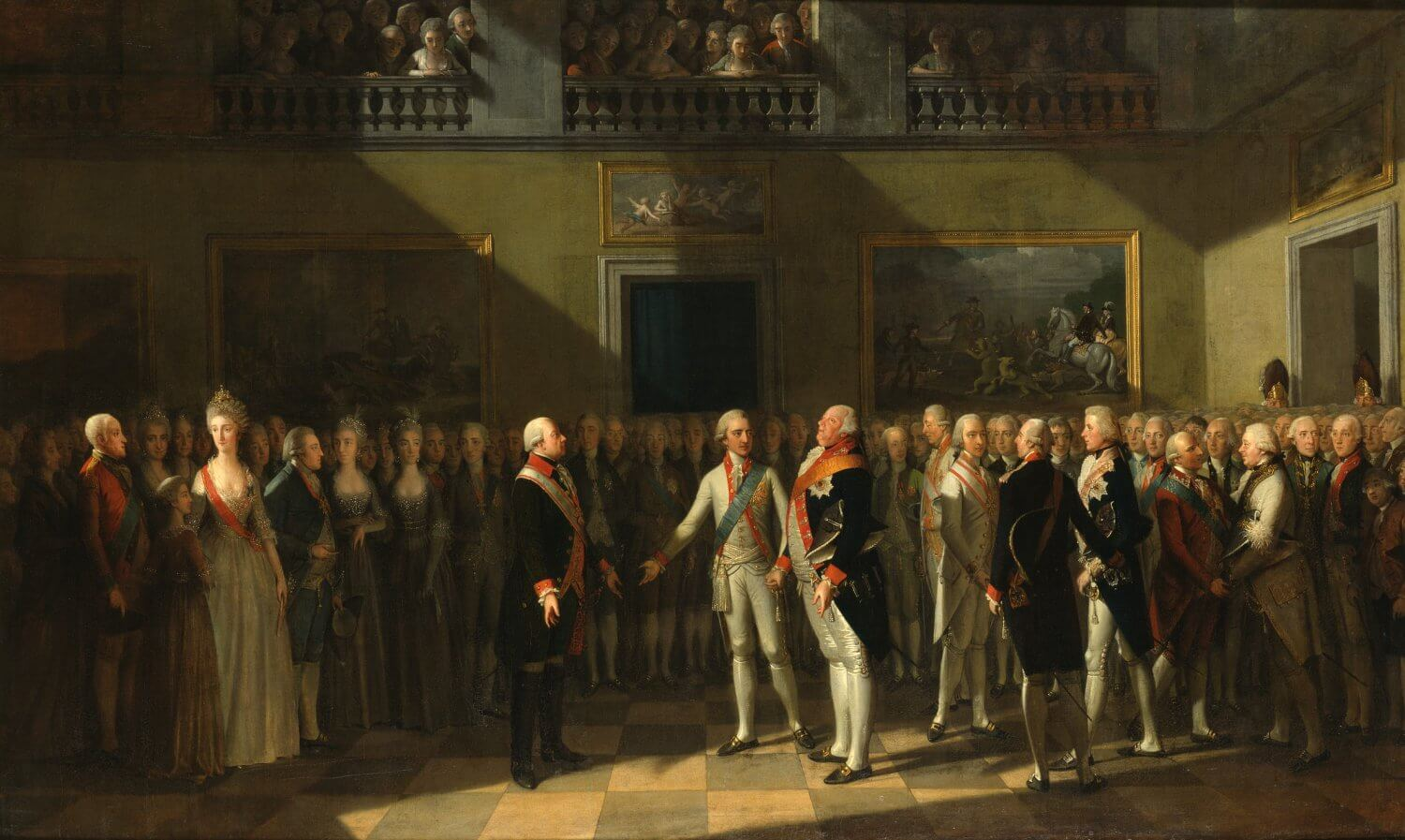
„Die Pillnitzer Fürstenversammlung von 1791“. Ölgemälde von Johann Heinrich Schmidt, 1791.

Die Pillnitzer Deklaration, auch Pillnitzer Punctation, vom 27. August 1791 war eine Erklärung der beiden Großmächte Österreich und Preußen, die den König Ludwig XVI. von Frankreich gegen die Französische Revolution unterstützen sollte. Die Deklaration war das Ergebnis einer Fürstenversammlung zwischen dem 25. und dem 27. August 1791 auf Schloss Pillnitz bei Dresden. In Frankreich wurde sie als konkrete Kriegsdrohung aufgefasst und führte 1792 zum Ausbruch des Ersten Koalitionskriegs.

## Pillnitzer Fürstenversammlung

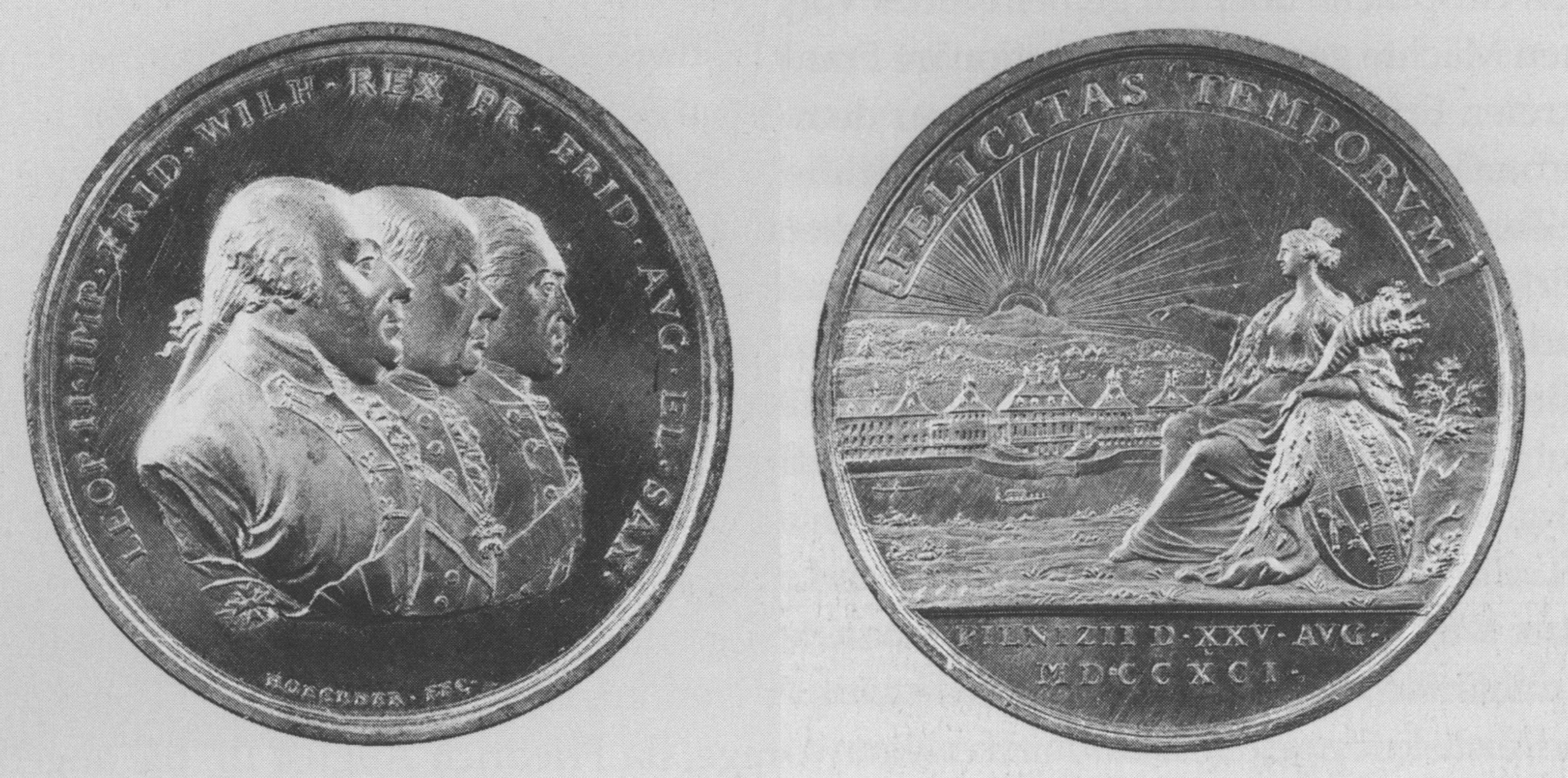
Medaille geprägt anlässlich der Fürstenversammlung auf Schloss Pillnitz im Jahr 1791

Teilnehmer der Versammlung waren Leopold II., Erzherzog von Österreich und Kaiser des Heiligen Römischen Reiches, der zuvor das ähnlich geartete Rundschreiben von Padua verfasst hatte, sowie König Friedrich Wilhelm II. von Preußen. Mehrere Gespräche gab es auch mit Charles Philippe, Graf von Artois und Bruder des französischen Herrschers Ludwig XVI., zu der Zeit einer der Führer der französischen Emigranten. 
Der Gastgeber des Treffens, Kurfürst Friedrich August III. von Sachsen und jüngst gemäß Verfassung vom 3. Mai 1791 zum König von Polen auserkoren, war an den Verhandlungen nicht beteiligt. Er schlug die polnische Krone, die seine Ahnen getragen hatten, aus.
Hauptgegenstände der Verhandlungen zwischen den beiden deutschen Großmächten waren die „polnische Frage“ und die Beendigung des Krieges Österreichs gegen die Türkei. Zudem ging es um den Grad der Unterstützung für die Monarchie im revolutionären Frankreich.

## Pillnitzer Deklaration
Erst ganz am Ende der Konferenz und auf Drängen der anwesenden französischen Emigranten wurde die Pillnitzer Erklärung abgegeben. Das darin formulierte Ziel war es, „den König von Frankreich in die Lage zu versetzen, in vollkommener Freiheit die Grundlage einer Regierungsform zu befestigen, welche den Rechten der Souveräne und dem Wohle Frankreichs entspricht“, d. h. ihn wieder in seine alten Rechte als absoluter Monarch einzusetzen. Ein kriegerisches Vorgehen gegen die Revolution wurde aber von dem Zustandekommen einer einheitlichen Meinung unter den Großmächten abhängig gemacht. Davon war wegen der ablehnenden Haltung Großbritanniens unter König Georg III. nicht auszugehen.
Die Deklaration wurde hingegen in Frankreich als konkrete Kriegsdrohung aufgefasst, da sie auch den Einsatz militärischer Mittel vorsah. Sie war ein willkommenes Argument für die Propaganda derjenigen Kräfte, die mit Hilfe eines Krieges die Französische Revolution radikalisieren wollten.